# Ружник (село)
Ружни́к — упраздненное село в Табасаранском районе Дагестана (Россия). На момент упразднения входило в состав Тинитского сельсовета. В 1967 году села Ружник и Тинит объединены в один населённый пункт село Тинит.

## География
В настоящее время составляет левобережную часть села Тинит.

## История
По данным на 1929 год состояло 53 хозяйств, в административном отношении входило в состав Турагского сельсовета Табасаранского района.
Указом ПВС ДАССР от 31.10.1967 г. объединены населённые пункты Ружник и Тинит.

## Население
| Год       | 1895 | 1908 | 1926 | 1939 |
| --------- | ---- | ---- | ---- | ---- |
| Население | 256  | 250  | 259  | 298  |

По данным Всесоюзной переписи населения 1926 года, в национальной структуре населения табасараны составляли 100 %